# 高加索戰役
高加索戰役是第二次世界大戰蘇德戰爭中，在高加索一系列戰役的統稱，在1942年，德意志國防軍實施老鼠行動，以集中兵力攻佔在亞塞拜然的油田地帶，德軍的攻勢在9月份於車臣共和國被紅軍阻止，部份原因是德軍抽調人力參與史達林格勒戰役，蘇軍於1943年1月發起反攻，主要軍事中心新羅西斯克於9月份被收復，到10月份在塔曼半島的德軍被肅清。
伊万·秋列涅夫將軍在他的回憶錄中描述了數以千計的平民如何嘗試解救一些在里海的港口城市如馬哈奇卡拉及巴庫，莫斯科與外高加索的連繫是經過在土庫曼的克拉斯諾沃茨克。
由於時間緊迫，戰役證明撤出工業及煉油設施是不切實際的，邁科普的油井在紅軍撤出前已被破壞，防止石油供應給德軍。

## 部隊及指揮官

### 蘇聯紅軍

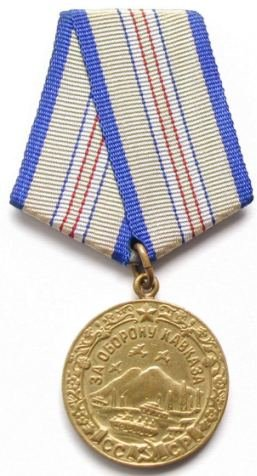
870,000名蘇聯軍人在1944年5月1日因防衛高加索而獲得獎章

- 北高加索方面軍 (謝苗·布瓊尼元帥) - 直至1942年9月
- 外高加索方面軍 (伊万·秋列涅夫上將)
- 黑海艦隊（菲利普·奧克佳布里斯基海軍上將)
- 亞速海艦隊 (謝爾蓋·格奧爾基耶維奇·戈爾什科夫海軍中將)

### 德意志國防軍
- A集團軍 - 威廉·李斯特元帥
  - 第1裝甲軍團 - 保羅·路德維希·埃瓦爾德·馮·克萊斯特大將
  - 第17軍團 - 理查德·鲁奥夫中將
  - 羅馬尼亞第3軍團

## 德軍攻勢 (1942)
- 1942年8月3日 - 德意志國防軍攻佔斯塔夫羅波爾
- 1942年8月10日 - 德意志國防軍攻佔邁科普
- 1942年8月12日 - 德意志國防軍攻佔克拉斯諾達爾
- 1942年8月25日 - 德意志國防軍攻佔莫茲多克
- 1942年9月11日 - 德意志國防軍攻佔新羅西斯克
- 1942年9月 - 德軍的攻勢在莫茲多克附近被有效地阻止

## 蘇軍反攻 (1943)
- 1943年1月3日 - 蘇聯紅軍攻佔莫茲多克
- 1943年1月21日 - 蘇聯紅軍攻佔斯塔夫羅波爾
- 1943年1月23日 - 蘇聯紅軍攻佔阿爾馬維爾
- 1943年1月29日 - 蘇聯紅軍攻佔邁科普
- 1943年2月4日 - 蘇聯海軍粉碎了德軍企圖在小地登陸的企圖
- 1943年2月5日 - 蘇聯紅軍在新羅西斯克登陸
- 1943年2月12日 - 蘇聯紅軍攻佔克拉斯諾達爾
- 1943年9月9日 - 德軍藍色防線被突破
- 1943年9月16日 - 蘇聯紅軍攻佔新羅西斯克
- 1943年10月9日 - 蘇聯紅軍攻佔塔曼半島

## 反蘇起義 (1941-1944)
- 1940年-1944年車臣共和國起義

## 延伸閱讀
- 保衛高加索獎章